# Rokurokubi

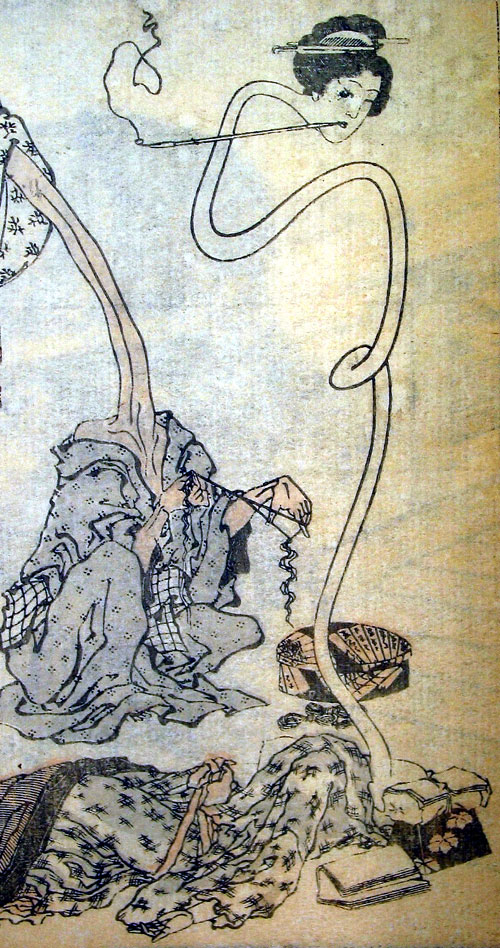
Twee rokurokubi, getekend door de Japanse tekenaar Hokusai.

Rokurokubi (轆轤首, rokurokubi) zijn fictieve wezens uit de Japanse folklore. Ze behoren tot de yokai en vertonen tekenen van een vampier. Rokurokubi zijn altijd vrouwelijk.

## Soorten
Er zijn twee soorten rokurokubi. Beide zien ze er overdag uit als gewone vrouwen, maar ’s nachts tonen ze hun ware vorm.
De eerste en bekendste is in staat haar nek uit te rekken tot enorme lengtes. Tevens kan ze haar gezicht veranderen naar een meer oni-achtig uiterlijk. Deze versie van de rokurokubi voedt zich met lampolie en de vitaliteit van mensen, bij voorkeur mannen.
De andere soort is in staat haar hoofd geheel van het lichaam los te laten komen en rond te laten vliegen. Deze versie van de Rokurokubi voedt zich bij voorkeur met mensenvlees, maar kan als het moet ook leven van insecten. Deze soort kan worden bestreden door het hoofdloze lichaam te verplaatsen, zodat het hoofd aan het eind van de nacht zich niet meer bij het lichaam kan voegen en sterft.

## Eigenschappen
Beide versies van de rokurokubi kunnen overdag een normaal leven leiden en zelfs trouwen met een menselijke man. In dat geval gaan ze vaak erg ver om hun ware aard te verbergen. Ze tonen zich alleen in hun ware gedaante in de buurt van slapende mensen, blinden en dronkaards. Volgens verhalen zijn sommige Rokurokubi zich niet bewust van hun ware aard en verkeren overdag in de veronderstelling dat ze gewone vrouwen zijn.
Rokurokubi waren volgens de meeste volksverhalen ooit gewone mensen die zijn veranderd vanwege hun slechte karma, vaak als gevolg van het breken van de regels van het boeddhisme.

## Rokurokubi in fictie
- Chuda Chiaki in Legend of the Five Rings is een rokurokubi.
- Een rokurokubi speelt mee in de film The Great Yokai War uit 2005.
- Het personage Miki Hosokawa uit de manga/anime Hell Teacher Nūbē is een rokurokubi.
- Rokurokubi komen voor in de film Pom Poko.
- In de animatiefilm Hellboy: Sword of Storms komen drie rokurokubi voor.